# マル・ドライヤー
マル・ドライヤー（ドイツ語: Marie-Luise Anna „Malu“ Dreyer、1961年2月6日 - ）は、ドイツの政治家。2013年から、ラインラント＝プファルツ州首相を務める。ドイツ社会民主党（SPD）所属。

## 経歴

### 生い立ち
ラインラント＝プファルツ州ノイシュタットで生まれ育つ。父親は校長で、母親は教師を務めていた。３人兄妹で兄と妹がいる。1977年に交換留学生として、カリフォルニア州の高校に留学している。1980年にアビトゥーア試験を受験した後、ヨハネス・グーテンベルク大学マインツで英語学とカトリック神学を学びはじめたが、途中から専攻を法律学に切り替え、法学位を取得した。大学を卒業後は、1991年にバート・クロイツナハで検察官に任官している。

### 政界入り
州首相であったクルト・ベックから、2002年にラインラント＝プファルツ州の労働社会大臣に任命され、州政府の閣僚となった。2006年の州議会選挙に出馬し初当選。

### ラインラント＝プファルツ州首相
2012年9月にラインラント＝プファルツ州首相を退任することを表明したクルト・ベックから後任指名を受け、2013年1月16日に州議会で州首相に選出される。ラインラント＝プファルツ州では初の女性州首相となった（ドイツ国内で女性の州首相は4人目となる）。2021年5月18日、州議会はドライヤーを賛成55、反対46票で州首相に再任。
- 左からベルリン市長のクラウス・ヴォーヴェライト、ドライヤー、連邦議会議員のマルクス・ヘルト（2013年8月12日）
- ユッタ・シュタインリュック欧州議会議員らと（2017年9月13日）
- フランツィスカ・ギファイ家族・高齢者・女性・青少年大臣と（2019年1月23日）
- ザールラント州首相のアンケ・レーリンガーと（2022年5月13日）